# 石万鹏
石万鹏（1937年—2023年8月29日），天津市人，中华人民共和国政治人物。

## 生平
早年毕业于北京铁道学院运输系。1978年，任国家经济委员会交通局铁道处处长、交通局副局长、经济协作局局长。1988年后，任国家计划委员会、国务院生产委员会生产调度局局长。1992年7月，任国务院经济贸易办公室副主任。1997年7月任中国纺织总会会长。中共第十五届中央候补委员。
1999年以國家經貿委副主任身份，出任「国务院“11·24”特大海难事故调查处理领导小组」（烟台11·24特大海难的国务院調查組）組長。